# Pochyby (divadelní hra)

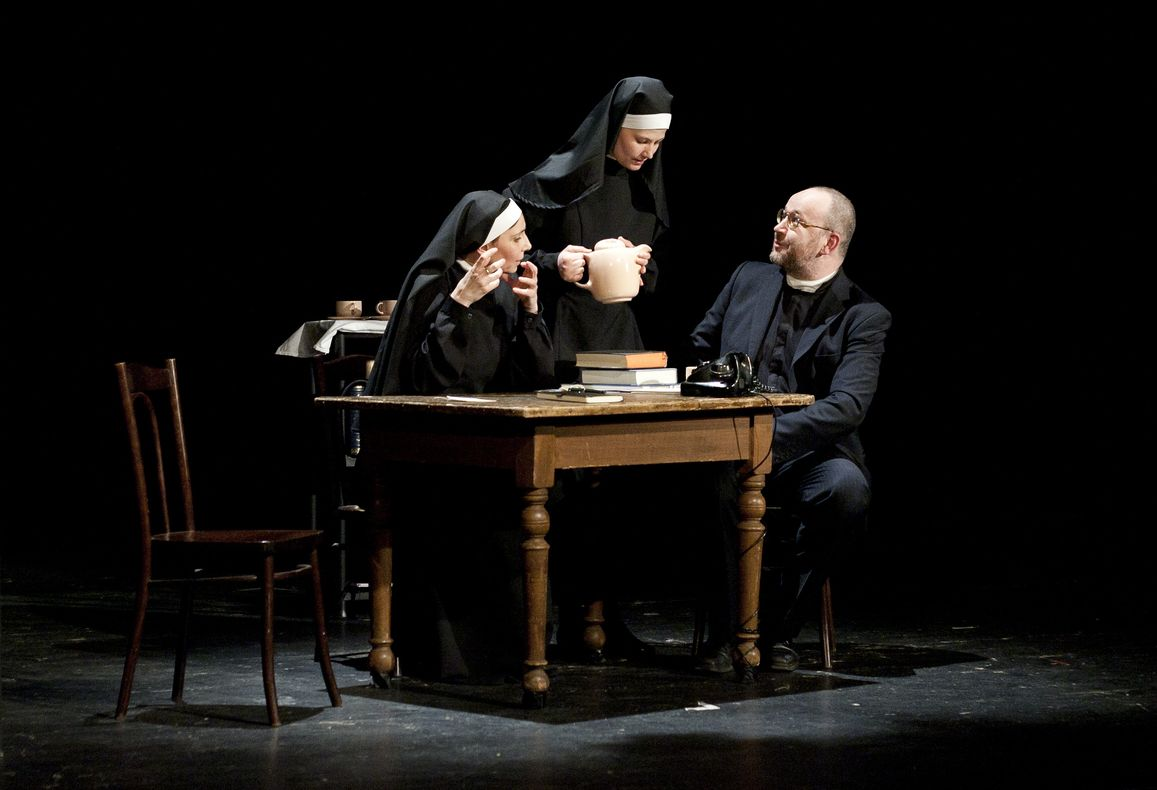
Z inscenace Pochyby uvedené pražským Divadlem SoLiTEAter

Pochyby (orig. Doubt, 2004) je divadelní hra známého amerického autora Johna Patricka Shanleye, který za ni v roce 2005 obdržel Pulitzerovu cenu a cenu Tony. V roce 2008 natočil autor jako režisér podle své hry stejnojmenný film s Meryl Streepovou a Philipem Seymourem Hoffmanem v hlavních rolích.
Do češtiny hru přeložila Lenka Kolihová-Havlíková a v české premiéře ji uvedlo Národní divadlo na své scéně Divadlo Kolowrat s Jaromírou Mílovou (sestra Aloysisus), Janem Novotným (otec Flynn), Magdalenou Borovou (sestra James) a Evou Salzmannovou (paní Mullerová). Hra si v roce 2012 našla cestu i na česká amatérská jeviště díky souboru Divadlo SoLiTEAter.

## Děj
Děj se odehrává v roce 1964 v katolické škole v Bronxu. Ve farnosti působí jako školní kaplan charismatický otec Flynn, který se dostává pro svoje vstřícnější jednání se žáky a větší otevřenost vůči světu do konfliktu s ředitelkou školy, sestrou Aloysius prosazující staré pořádky. Mezi oba přístupy je pak postavena mladá sestra James. Konflikt vrcholí, když sestra Aloysius obviní Flynna ze zneužívání prvního černošského žáka Donalda Mullera. Kněz však odmítá taková podezření s poukazem na to, že mu jen pomáhá v jeho osamocenosti. Aloysius v dobrém úmyslu a zdánlivě sebejistě přinutí kněze farnost opustit, přesto v ní zůstávají pochybnosti o jeho vině i vlastním jednání.

## Osoby
- sestra Aloysius Beauvierová: matka představená a ředitelka školy sv. Mikuláše; konzervativní, rigidní a mírně cynická.
- otec Brendan Flynn: zkušený farář středního věku; pohledný, charismatický a skvělý řečník.
- sestra James: mladá jeptiška; velmi snaživá, leč nezkušená učitelka.
- paní Mullerová: černoška; matka Donalda Mullera.